# Léognan
Léognan is een gemeente in het Franse departement Gironde (regio Nouvelle-Aquitaine). De plaats maakt deel uit van het arrondissement Bordeaux. Léognan telde op 1 januari 2022 10.723 inwoners.

## Geografie
De oppervlakte van Léognan bedroeg op 1 januari 2022 41,43 vierkante kilometer; de bevolkingsdichtheid was toen 258,8 inwoners per km².

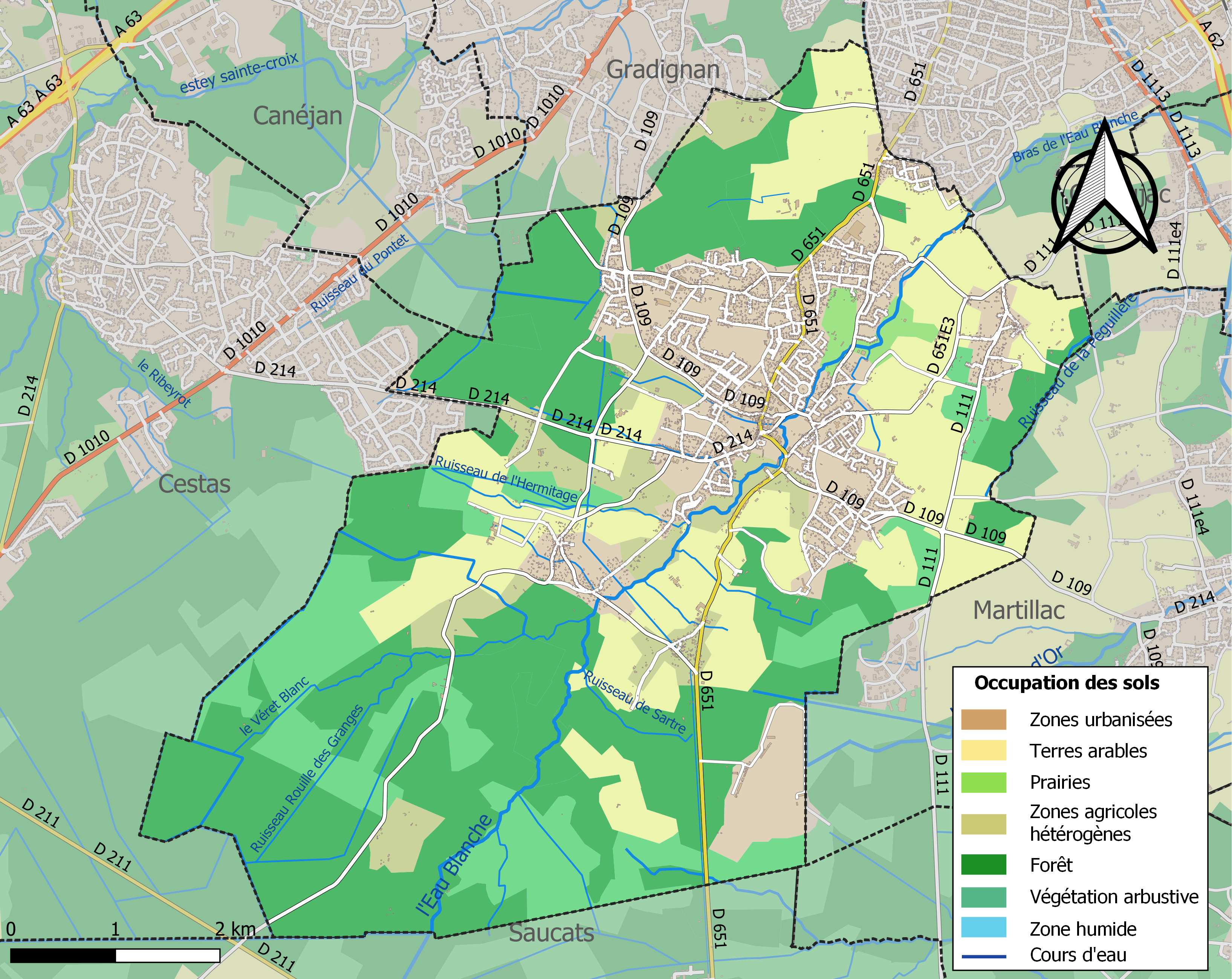
Kaart van de gemeente met belangrijkste infrastructuur, bodemgebruik en omliggende gemeenten

## Demografie
Onderstaande figuur toont het verloop van het inwonertal (bron: INSEE-tellingen).